# Emde-degradatie
De Emde-degradatie (ook wel Emde-reactie of Emde-reductie genaamd) is een methode om quaternaire ammoniumverbindingen naar tertiaire amines te reduceren met natriumamalgaam:
De reactie werd in 1909 voor het eerst beschreven door de Duitse scheikundige Hermann Emde en was lange tijd van groot belang voor de structuurbepaling van vele alkaloïden (onder andere efedrine). Alternatieve reductiemethodes bestaan, bijvoorbeeld lithiumaluminiumhydride en tri-ethylboorhydride.